# Thérèse Moreau de Tours
Pour les articles homonymes, voir Moreau.
Thérèse Moreau de Tours, née Champrenaud, le 22 octobre 1861 à Romont (Fribourg) en Suisse et morte le 25 novembre 1921 à Paris, est une artiste-peintre de nature morte, de paysages, scènes de genre et tableaux historiques, française d'origine suisse.

## Biographie
Thérèse suit les cours de l'école des beaux-arts de Paris sous la direction d'Alexandre Cabanel (1823-1889), le grand peintre académique du Second Empire. 
Installée avec le peintre Georges Moreau de Tours (1848-1901), elle est à la fois son modèle et élève : il la peint, elle le peint ou bien peignent ensemble, apposant à l'envi leurs signatures. Ainsi Le Maire de Rennes (1887) est signé de Georges et de Thérèse, mais est reproduit dans le Supplément Illustré du Petit Journal du 7 février 1891, sous la description Tableau fameux de Mme Moreau de Tours.
L'entente du couple leur permet de poursuivre chacun sa propre démarche artistique, Thérèse expose ainsi au Salon - sous son nom - chaque année de 1885 à 1893. Elle y obtient une mention honorable en 1889. Dans un même style académique, celui enseigné par Cabanel, ils partagent les mêmes thèmes : natures mortes, scènes de genre, champêtres, peintures d'histoire ou patriotiques.
Le couple installé au 51 rue Claude-Bernard à Paris sympathise avec leurs voisins du 61 les Roques : Jacques Roques (1852-1921) dit Jacques d'Ondes, compositeur et théoricien du socialisme, Adèle Roques (1855-1928), peintre et grande militante de la cause féministe et leur fille Jeanne (1889-1957), la future Musidora. 
Déjà muse, modèle, élève et mère de ses trois filles, Thérèse devient l'épouse de Georges le 20 avril 1893 (le peintre Pierre Lehoux est témoin du mariage), malgré une attaque d'apoplexie qui l'a touché quelque temps auparavant à la suite de la mort de sa mère. Les deux époux s'orientent alors vers une peinture de plein air, plus libre, d'une palette plus vive et colorée. Leurs œuvres témoignent de leur harmonie : Georges la peint étendant le linge avec ses deux filles dans le Coup de vent (salon de 1896), ou en train de peindre : Thérèse peignant dans le jardin de Bois-le-Roi... pendant que Thérèse fait le portrait de son mari, ou celui d'une Jeune Paysanne tricotant...
Autrice d'une œuvre importante, Thérèse participe jusqu'à sa mort à de nombreuses expositions, comme le Salon de la Société des Beaux-Arts de Nice entre 1883 et 1895. Elle est mentionnée indifféremment sous le nom de Thérèse Champrenaud, Thérèse Champ-Renaud, Thérèse de Champ-Renaud ou encore Thérèse Moreau de Tours.
Elle meurt le 25 novembre à son domicile de la rue de Médicis à l'âge de 60 ans. Elle est inhumée avec sa famille au cimetière de Bois-le-Roi.

## Œuvres

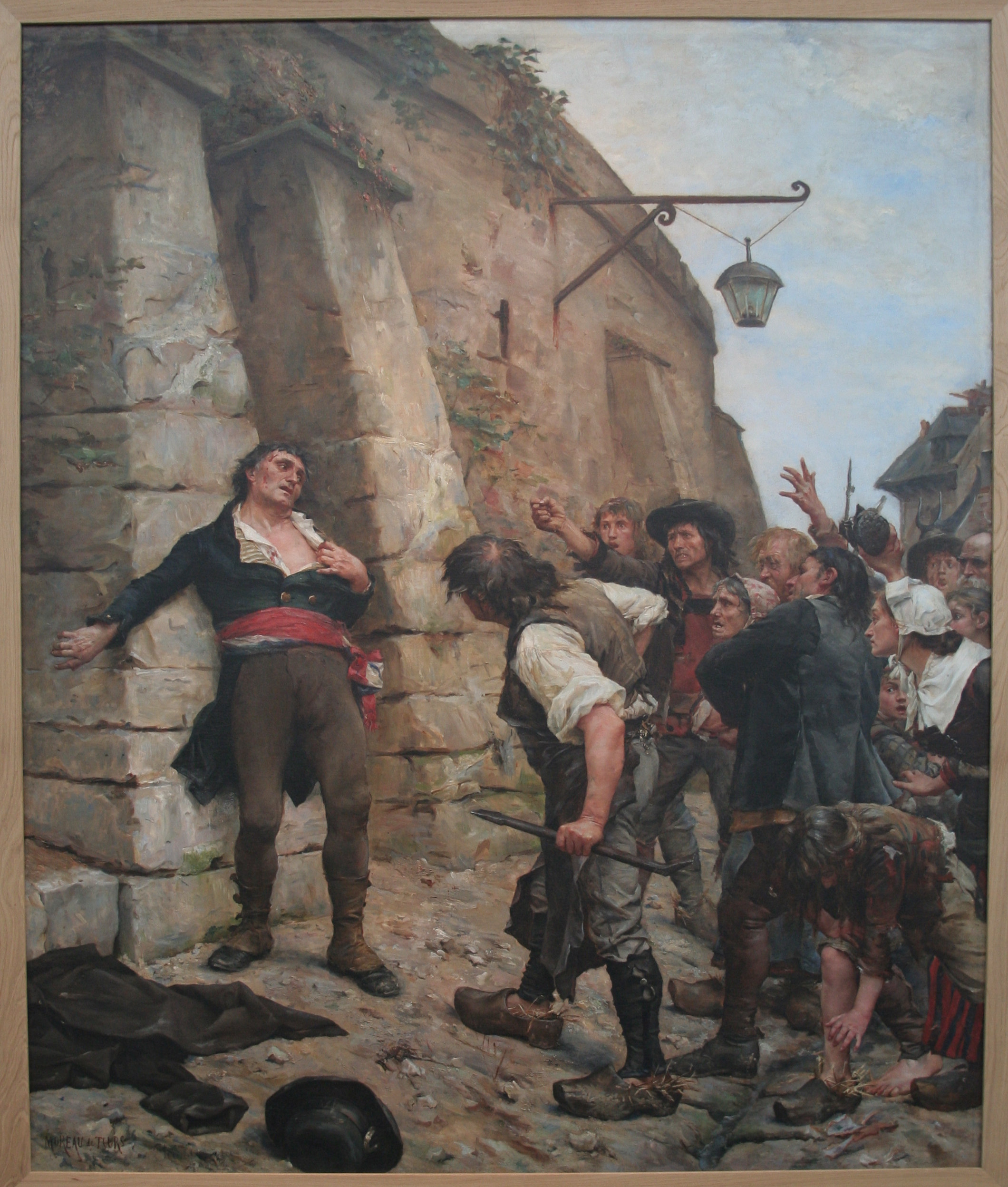
Le Maire de Rennes, 1887 (Rennes, Musée de Bretagne).

- Souvenir du Tréport, huile sur toile ;
- Le Retour, huile sur toile, Bois-le-Roi, Mairie ;
- Nature morte avec pêches et raisins (1886), huile sur toile, 46 × 65 cm (cf. Artnet 24 juin 2016) ;
- Le Maire de Rennes (1887), huile sur toile, 200 × 168 cm, Rennes, Musée de Bretagne (inv. 2012.0002.1) ;
- Jeune Mère (1891), huile sur toile ;
- La Petite Patriote (1891), huile sur toile ;
- Les Confitures, huile sur toile ;
- Jeune Paysanne tricotant, huile sur toile, 80 × 73,5 cm ;
- Jeunes Paysannes et le Nouveau-né (1892), huile sur toile, (cf. Artnet 3 décembre 2006) ;
- Autoportrait au jardin (1893), huile sur toile, 92 × 73 cm, coll. part. signé : Th. Moreau de Tours / née Champ-Renaud / 93 ;
- La Bataille de l'Alma. Zouave reprenant le drapeau de son régiment à l'ennemi (1909), huile sur toile.